# Moira Forjaz
Moira Forjaz, née à Bulawayo en 1942 en Rhodésie du Sud (actuel Zimbabwe), est une photographe installée au Mozambique. Elle a fait partie du groupe qui a fondé l'Association mozambicaine de photographie et a été la première femme à réaliser un film à l'INC (Institut national du film du Mozambique).

## Biographie
Elle est née en 1942 à Bulawayo, au cœur du Matabeleland, une ville située à 369 km à vol d’oiseau au sud-ouest de Harare, vers l’Afrique du Sud,,,.
Elle étudie en Afrique du Sud à la School of Arts and Design de Johannesbourg, et en sort avec un diplôme en arts graphiques. Elle se passionne pour la photographie et revend un manteau offert par son père pour s’acheter son premier appareil, un Pentax. Elle commence ensuite à travailler comme photojournaliste dans le début des  années 1960, collaborant avec d'autres photographes, et complétant sa formation auprès d’eux, notamment David Goldblatt et Sam Haskins,,.
Au milieu de ces années 1960, elle quitte l’Afrique du Sud, à la suite du départ pour l’exil  de ses amis Ruth First et Joe Slovo. Avec son futur mari, l'architecte José Forjaz, elle vit entre le Portugal, les États-Unis et l’Eswatini (à l’époque Swaziland). Elle épouse José Forjaz et, en 1975, ils s’installent au Mozambique, un état qui a acquis son indépendance, et où elle devient l'un des principaux noms de la photographie mozambicaine aux côtés de personnalités telles que Ricardo Rangel, ou Rui Assubuji, entre autres. Le couple est proche des dirigeants du Frelimo, un des principaux mouvements anti-colonial, retenu comme interlocuteur par le pouvoir portugais au moment de l’indépendance. Moira Forjaz observe la révolution, les changements politiques. Elle photographie et filme les événements qui l'entourent. Elle devient, de par les circonstances, l'un des photographes officiels de Samora Machel, considéré comme le père de cette indépendance du Mozambique et  premier président de la République populaire du Mozambique indépendante entre 1975 et 1986,.
Elle réalise également des films dans la deuxième partie des années 1970 : tout d’abord deux courts métrages documentaires , Mineiro Moçambicano [Le mineur mozambiquain], et Un dia na vida de una aldeia [Une journée dans un village communautaire], avant d'être l’assistante de José Fonseca e Costa sur 'Musica Moçambic, un long-métrage documentaire consacré à la musique mozambicaine, et diffusé à Maputo le 25 juin 1981 pour l’anniversaire du jour de l'indépendance du Mozambique,. Elle travaille également avec Ruy Guerra. Elle devient la première femme à réaliser un film à l'Institut national du film du Mozambique,.
Dans les années 1980, elle est aussi l'une des fondatrices de l'Association mozambicaine de photographie. Le président Samora Machel meurt en 1986 dans un crash d’avion : c’est le début d’une nouvelle période pour le Mozambique. À la fin de la décennie, elle part au Portugal et fonde à Lisbonne une galerie qu’elle dirige jusqu’en 2001.
Moira Forjaz a été directrice du Festival de musique classique de Viana do Castelo, ville du nord du Portugal. Elle a également été directrice, de 2005 à 2012, du Festival international de musique de Maputo.
En 2012, elle décide d'aller vivre sur l'île de Mozambique,,.

## Thèmes
À travers ses photographies et ses films, Moira Forjaz témoigne des questions politiques, sociales, culturelles et économiques en Afrique australe. Ainsi, dans le court métrage Mineiro Moçambicano, elle documente les conditions de vie des travailleurs dans les mines du Mozambique. Dans A Televisão nos Bairros, elle observe le démarrage expérimental d’une chaîne de télévision dans le nouvel état indépendant du Mozambique. Dans un de ses autres courts métrages, Un dia na vida de una aldeia, elle s’intéresse à l’utopie d’un village communautaire dans la province de Maputo. Dans l’ouvrage de photographie Muipiti : ilha de Moçambique, elle observe l’architecture coloniale, et les habitants des îles du Mozambique (un de ses ouvrages les plus récents, Islanders, reprend en partie ce thème, en étant consacré au quotidien, et à des portraits, des habitants de l’île où est s’est installée en 2012. C’est son premier recueil de photographies en couleur). Elle documente aussi à travers ses recueils de photographies les premières années de l’indépendance, les arts et la tentative de reconstruction d’un pays après le régime d’apartheid,,.

## Œuvres (sélection)

### Photographies
- 1983 :  Muipiti: ilha de Moçambique [Muipiti : île du Mozambique], avec des textes d'Amélia Muge, publiés par l'Imprensa Nacional-Casa da Moeda[13].
- 1983 : Images of a revolution: mural art in Mozambique [Images d'une révolution : l'art mural au Mozambique], textes d'Albie Sachs, édité par le Zimbabwe Pub. House,  (ISBN 0949932485) [14].
- 1983 : Black Gold : The Mozambican Miner, Proletarian and Peasant, photographies en illustration d’un ouvrage de Ruth First, publié par St. Martin's Press [15].
- 1984 : Moçambique A Terra e os Homens [Mozambique : La terre et les hommes], publié par l'Association photographique mozambicaine.
- 2016 : Mozambique 1975/1985, publié par Fanele,  (ISBN 9781928232179) [16],[17].
- 2018 : Islanders/Ilheus – Ilha de Mocambique, publié par Jacana Media,  (ISBN 9781928232681)[18]

### Filmographies
- 1980 : A Televisão nos Bairros [19].
- 1981 : Mineiro moçambicano[20].
- 1981 : Um dia em uma aldeia comunal[20],[21],[22].
- 1981 :  Música, Moçambique!  (assistante de réalisation) [23].